# Cezary Zamana
Cezary Zamana (nascido em 14 de novembro de 1967) é um ex-ciclista profissional polonês.

## Biografia
Cezary Zamana fez sua estreia profissional em 1990 com a equipe Ochsner. Campeão da Polônia em estrada, em 1999, terminou em segundo lugar naquele ano na Volta à Polônia antes de ser desclassificado e seis meses de suspensão por dopagem.
Em 2003, ele venceu a Volta à Polônia.